# كلاركية أسطوانية
كلاركية أسطوانية (الاسم العلمي:Clarkia cylindrica) هي نوع من النباتات تتبع جنس الكلاركية من فصيلة الأخدرية.